# Iso-Mykärä (ö, lat 61,71, long 26,76)
Iso-Mykärä är en ö i Finland. Den ligger i sjön Puula och i kommunen Hirvensalmi i den ekonomiska regionen  S:t Michel och landskapet Södra Savolax, i den södra delen av landet, 200 km nordost om huvudstaden Helsingfors. Öns area är 4,3 hektar och dess största längd är 350 meter i nord-sydlig riktning.